# Al-Suqaylabiyah
Al-Suqaylabiyah (tiếng Ả Rập: السقيلبيه As Suqailabiya) là một thành phố chính thống của Cơ đốc giáo Hy Lạp thuộc Syria thuộc chính quyền Hama. Al-Suqaylabiyah nằm ở độ cao 220 mét so với mực nước biển. Theo điều tra dân số chính thức năm 2004, thị trấn có dân số 17.313 người.

## Lịch sử
Tên này quay trở lại với Seleucia ad Belum cổ đại, một thị trấn của nền tảng Hy Lạp được đặt gần như cùng một nơi. Các trang web đã được từ bỏ trong thời trung cổ và được phục hồi vào đầu thế kỷ 19. Năm 1860 bộ lạc Bedouin địa phương đã tấn công al-Suqaylabiyah.